# Nar Shaddaa
Nar Shaddaa is een fictieve maan in het Star Wars universum. Nar Shaddaa is de grootste van de vijf manen van de planeet Nal Hutta.
De oppervlakte van Nar Shaddaa is volledig volgebouwd en lijkt daarom erg op Coruscant. Maar Nar Shaddaa is vies en vervuild. Er heerst veel criminaliteit. De verticale stad op Nar Shaddaa wordt geregeerd door de Hutts en andere criminele organisaties. De maan staat bekend als de "The Smugglers' Moon". Veel smokkelaars, piraten en criminelen begonnen hier hun carrières. Premiejagers van rassen zoals mensen, droids, Trandoshans en Rodians komen hier om voor de criminele organisaties te werken. 
Nar Shaddaa komt niet in de films voor, maar wel in veel spellen zoals Star Wars: Knights of the Old Republic II: The Sith Lords, Star Wars: Empire at War, Star Wars: Jedi Knight II: Jedi Outcast, Star Wars: The Force Unleashed, Star Wars: Jedi Knight: Dark Forces II, Star Wars: The Old Republic en wordt genoemd in Star Wars Jedi Knight: Jedi Academy.